# Ioannis Papadimitriou
Ioannis K. Papadimitriou (griechisch Ιωάννης Παπαδημητρίου, auch Ioannes Papademetriou; * 22. August 1904 auf Skyros, Griechenland; † 11. April 1963 in Athen) war ein griechischer Klassischer Archäologe.

## Leben
Ioannis Papadimitriou studierte Literatur und Archäologie an der Universität Athen und erhielt 1926 sein Diplom. Er war von 1926 bis 1929 Wissenschaftlicher Assistent für Literaturstudien und Mitarbeiter an der Bibliothek der Philosophischen Fakultät. 1929 trat er in den Griechischen Archäologischen Dienst ein und beaufsichtigte Grabungen in Theben und auf Korfu. Ioannis Papadimitriou begann ein Studium der Archäologie an der Friedrich-Wilhelms-Universität in Berlin und wurde dort 1935 promoviert.
1935 leitete er Ausgrabungen auf der Insel Skyros, hierbei wurden u. a. fünf protogeometrische Gräber entdeckt. Kurze Zeit später wurde er Ephoros der Altertümer in der Argolis. 1945 begann er die Ausgrabungen am Tempel der Artemis in Brauron. 1950 leitete er die Restaurierungsarbeiten am Grab der Klytaimnestra in Mykene. Bei der Rekonstruktion der Grabkuppel entdeckte man den sogenannten Grabzirkel B, den er in den folgenden Jahren ausgrub. Die reichen Grabbeigaben erregten großes Interesse.  Für seine Verdienste für die Wissenschaft wurde er 1953 mit dem Orden Georgs I. geehrt. Ioannis Papadimitriou leitete auch die Untersuchungen am Tempel des Apollon Maleatas und des Asklepios in Epidauros.
1946 erhielt er die Doktorwürde der Universität Athen. 1948 wurde er Ephoros der Altertümer von Attika. Er leitete die Grabungen in den Höhlen der Nymphen auf dem Pendeli (1952), in der Höhle des Pan (1957) und bei der Theagenes-Quelle in Megara (1957–1958). 1958 wurde er Direktor der historischen Monumente und Altertümer in Griechenland. Im Juli 1959 entdeckte man bei Ausgrabungen in Piräus, die Ioannis Papadimitriou leitete, vier griechische Bronzestatuen, die sich heute im Archäologischen Museum Piräus befinden.
Ioannis Papadimitriou war Mitglied im Rotary Club.

## Veröffentlichungen (Auswahl)
- Άνασκαφαὶ Άσκληπείου Έπιδαύρου. In: Πρακτικά της εν Aθήναις Aρχαιολογικής Eταιρείας. 1949, S. 91–99 (griechisch).
- Le sanctuaire d’Apollon Meléatas a Épidaure. In: Bulletin de correspondance hellénique. Band 74, 1949, S. 361–383.
- Chronique des fouilles. In: Bulletin de correspondance hellénique. Band 82, 1958, S. 681–686.